# ریچ تامپسون
ریچ تامپسون (انگلیسی: Rich Thompson؛ زادهٔ ۱ ژوئیهٔ ۱۹۸۴) بازیکن بیس‌بال اهل استرالیا است.